# Leopold Neumann (Politiker, 1869)
Leopold Neumann (* 24. Dezember 1869 in Konstanz; † 3. August 1959 in Karlsruhe) war ein deutscher Kaufmann, Unternehmer, Politiker und Abgeordneter des Landtags der Republik Baden (DDP).

## Leben
Neumann besuchte die Grundschule und die ersten Stufen des Gymnasiums in Konstanz und wechselte dann nach Karlsruhe, wo er nach der Obertertia von 1886 bis 1888 eine kaufmännische Lehre machte. Danach besuchte er von 1890 bis 1892 die Handelshochschule Berlin und studierte von 1892 bis 1893 am Gresham College in London.
1901 heiratete er in Mannheim Klara Kahn, mit der er zwei Kinder hatte.
Neumann, dessen Mutter Antonie (1838–1927) eine Tochter des Gründers der bekannten Karlsruher Eisenwarenhandlung L. J. Ettlinger war, trat als Teilhaber in dieses Unternehmen ein, wo später auch sein Sohn Konrad beschäftigt war.
Von 1914 bis 1918 war er als Soldat vor allem in Frankreich eingesetzt, wurde 1917 zum Dolmetscher ausgebildet und mit dem Eisernen Kreuz und dem Ritterkreuz II. Klasse des Ordens vom Zähringer Löwen ausgezeichnet.
1906 begründete Neumann Handelshochschulkurse an der Technischen Universität und wurde 1914 als Mitglied in den Bürgerausschuss der Stadt Karlsruhe berufen. Dieses Mandat konnte er als Soldat jedoch kaum ausüben. Zudem war Neumann bis 1922 Stadtverordneter von Karlsruhe. Nach der Mandatsniederlegung des ehemaligen Badischen Kultusministers Otto Leers rückte Neumann im April 1932 als Abgeordneter der DDP in den Landtag der Republik Baden nach.
Neumann wurde als Jude zusammen mit seiner Frau im Oktober 1940 ins Camp de Gurs in Südfrankreich verschleppt. Klara Neumann überlebte das Konzentrationslager nur wenige Wochen, sie starb am 9. November 1940. Ihrem Sohn Konrad gelang es schon früher, nach Australien auszuwandern.
Leopold Neumann überlebte den Lageraufenthalt, heiratete eine Lagergenossin und kehrte nach vorübergehendem Aufenthalt in Frankreich wieder nach Karlsruhe zurück.